# Кругловское сельское поселение (Волгоградская область)
Кругло́вское се́льское поселе́ние — муниципальное образование в составе Нехаевского района Волгоградской области.
Административный центр — хутор Кругловка.

## История
Кругловское сельское поселение образовано 18 ноября 2004 года в соответствии с Законом Волгоградской области № 977-ОД.

## Население
| 2010 | 2012  | 2013  | 2014  | 2015  | 2016 | 2017 |
| ---- | ----- | ----- | ----- | ----- | ---- | ---- |
| 1118 | ↘1087 | ↘1055 | ↘1034 | ↘1008 | ↘993 | ↘961 |
| 2018 | 2019  | 2020  | 2021  |       |      |      |
| ↘959 | ↘942  | ↘928  | ↘911  |       |      |      |

## Состав сельского поселения
| № | Населённый пункт | Тип населённого пункта        | Население |
| - | ---------------- | ----------------------------- | --------- |
| 1 | Каменский        | хутор                         | 155       |
| 2 | Кругловка        | хутор, административный центр | 938       |
| 3 | Махины           | хутор                         | 25        |

## Известные люди
- Ковалёва, Ольга Кузьминична - в 1934 — 1937 годах работала помощником начальника политотдела Кругловской МТС.